# کورانی (تانسیلا)
کورانی شهری در شهرستان تانسیلا در استان بانوا در بورکینافاسوی غربی است و جمعیت آن ۷۶۷ نفر است.